# サ・イラ〜希望あれ
『サ・イラ〜希望あれ』（サ・イラ きぼうあれ、原題：Ça Ira）は、2005年9月27日に発売されたロジャー・ウォーターズによるオペラ・アルバム。

## 概要
フランス革命を題材にしたオペラ作品。ピンク・フロイド時代の『ザ・ウォール』のようなロック・オペラではなく、純粋なオペラ作品であり、多数の実力派オペラ歌手とオーケストラが招かれている。ウォーターズ自身はボーカルを採っていない。
本作を制作することになった経緯は、ウォーターズと1960年代からの親友であるフランスの脚本家エティエンヌ・ローダ＝ジルとその妻であるナディーンの2人が作成したオペラの原案（文章や挿し絵）に感銘を受けたことに始まる。そのフランス語で書かれた脚本を英語に翻訳し、そこにウォーターズが曲を付けながら楽曲制作を開始した。1980年代から1990年代にかけて断続的に楽曲制作が続けられ、2000年代になってから本格的なレコーディング作業へと入っていった。しかし、この制作途中でエティエンヌとナディーンの2人は亡くなっており、最終的な完成作品を見ることはなかった。
CDは2枚組で、ボーナス・ディスクとしてドキュメント映像やウォーターズを始めとする関係者のインタビューを収めたDVDが付属された。

## 収録曲

### ディスク1
第1幕
1. ギャザリング・ストーム
2. 序曲
3. 1765年、ウィーンの庭園
4. 「アントワン嬢、アントワン嬢…」
5. 王と棒と鳥
6. 「正直な鳥、どこにでもいる普通の鳥…」
7. 「私は国王になりたい…」
8. 「盾という盾を…」
9. 民衆の不平不満
10. 無秩序状態のフランス
11. 「笑うとはどのように生きるかを知ること…」
12. 「近くにいる奴隷商人や地主や偏見を持った人々…」
13. バスティーユの陥落
14. 「真夜中に凍え…」
15. 「土砂降りの雨が街通りを濡らす…」

第2幕
1. 踊りと行進
2. 「ここで発表をいたす!…」
3. 「ワインで顔を赤くした…」
4. 手紙
5. 「スペインにいる親愛なる我が従兄弟のブルボンよ…」
6. 「国家という船は航海に出ている…」
7. 銀と砂糖とインディゴ
8. 「変化の風が…」
9. 法王の布告
10. 「パリでは地下で轟音がしている…」

### ディスク2
第3幕
1. 逃亡する国王
2. 「だがブイエ侯爵には奥の手があった…」
3. 「帽子を脱ぐというのは…」
4. 「一斉射撃のこだまは一向に消えない…」
5. パリ・コミューン
6. 「パリ・コミューン万歳…」
7. 「国民議会は混乱している…」
8. ルイ・カペの処刑
9. 「さようならルイ、もうこれであなたはおしまい…」
10. マリー・アントワネット―この世での最後の夜
11. 「さようなら、私の優しい妹よ…」
12. 自由
13. 「大虐殺を生き延びた茂みの中で…」

## 参加アーティスト
- ブリン・ターフェル - バス・バリトン
- イン・ファン - ソプラノ
- ポール・グローヴス - テノール
- イスマエル・ロー
- リック・ウェンストワース - 編曲・指揮